# برادلي جونسون
برادلي جونسون (بالإنجليزية: Bradley Johnson) (28 أبريل 1987 المملكة المتحدة - ) هو لاعب كرة قدم بريطاني يلعب كلاعب وسط.

## وصلات خارجية
برادلي جونسون على موقع قاعدة بيانات كرة القدم.إي يو (الإنجليزية)
- برادلي جونسون على موقع Soccerbase.com (لاعب) (الإنجليزية)
- برادلي جونسون على موقع Soccerway.com (الإنجليزية)
- برادلي جونسون على موقع عالم كرة القدم.نت (الإنجليزية)
- برادلي جونسون على موقع AS.com (الإسبانية)